# Where the Trail Divides
Where the Trail Divides er en amerikansk stumfilm fra 1914 af James Neill.

## Medvirkende
- Robert Edeson som How Landor.
- Theodore Roberts som William Landor.
- Jack W. Johnston som Clayton Craig.
- Winifred Kingston som Bessie Landor.
- James Neill som Sam Rowland.